# 불타는 태양
《불타는 태양》(영어: Tequila Sunrise)은 미국에서 제작된 로버트 타운 감독의 1988년 로맨스 범죄 영화이다. 멜 깁슨, 미셸 파이퍼, 커트 러셀 등이 출연하였고, 톰 마운트 등이 제작에 참여하였다.
1989년 제61회 아카데미상에서 촬영상 후보로 지명되었다.

## 줄거리
멕시코 연방 경찰(PF) 에스칼란테 총경과 협조 중인 미국 마약단속국(DEA)은 멕시코 마약 대부 카를로스를 친구로 둔 전 마약상 맥이 다시 코카인 유통에 손을 대고 있진 않은지 의심하며 맥의 친구인 형사 닉에게 은밀한 감시를 요구한다.

## 출연
- 멜 깁슨 - 데일 "맥" 매큐직 역
- 미셸 파이퍼 - 조 앤 발레너리, 식당 주인 역
- 커트 러셀 - 니컬러스 "닉" 프리샤 경위, 로스엔젤레스군 보안관서 형사 역
- 라울 훌리아 - 카를로스 역
- J. T. 월시 - 마약단속국(DEA) 요원 핼 매과이어 역
- 게이브리얼 데이먼 - 코디 매큐직 역
- 엘리 푸제이 - 바버라 역
- 알리스 하워드 - 그레그 린드로프, 맥의 사촌 역
- 아리 그로스 - 앤디 레너드 역
- 대니얼 서카파 - 아투로, 발레너리스의 바텐더 역
- 버드 베티커 - 니저티치 판사 역
- 앤 매그너슨 - 셜린 매큐직 역
- 랄라 슬로트먼
- 톰 놀런

## 기타 제작진
- 미술: 피터 랜즈다운 스미스, 리처드 실버트
- 의상: 줄리 와이스